# Aldana Cometti
Aldana Cometti (3 de març de 1996, Buenos Aires, Argentina) és una futbolista argentina. Des de l'any 2022 juga per al Madrid CFF i és internacional amb la selecció argentina.
El 2018 va formar part de la selecció argentina que va guanyar el play-off contra Panamà per disputar el Mundial de França 2019. El mateix any va obtenir per primera vegada la Copa Libertadores Femenina 2018 amb l'Atlético Huila Femenino de Colòmbia.

## Trajectòria
Entre 2006 i 2009 va formar part de l'equip del Club Atlético de Excursionistas, en les divisions inferiors del qual va donar els seus primers passos com a futbolista. Entre 2008 i 2011 va deixar la pràctica del futbol federat per dedicar-se a l'hoquei, reprenent l'activitat en 2011 en l'equip de futbol sala d'Arsenal de Sarandí. En 2012 va passar a formar part del Club Atlético Independiente, amb el qual va debutar en la Primera Divisió del Futbol Femení del seu país natal. Entre gener i juny de 2014 va militar en el Club Atlético River Plate, passant a les files del Club Atlético Boca Juniors en l'estiu de 2014.
En les files de l'equip xeneize va aconseguir el seu primer títol de clubs, la Supercopa Argentina, en 2015. Es va mantenir en la institució fins a l'estiu de 2016.
Va donar el salt a Espanya per jugar en la Segona Divisió, en les files del Granada Club de Fútbol Femenino, durant la temporada 2016/17. Va aconseguir la segona plaça en el seu grup, quedant-se fora de la lluita per l'ascens de categoria.
Va tornar a Sud-amèrica per enrolar-se en el projecte del Club Deportivo Atlético Huila des de l'estiu de 2017 fins a finals de l'any 2018. Després de conquistar la Copa Libertadores va ser fitxada pel Sevilla Futbol Club, tornant novament a Europa. En l'equip andalús es va estrenar en la màxima categoria del futbol espanyol, la Lliga Femenina Iberdrola.

## Participació en la Copa Libertadores
Es va estrenar en la Copa Libertadores Femenina amb Boca Juniors en l'edició de 2014. Va tornar a disputar-la amb el Club Deportivo Atlético Huila l'any 2018. Va marcar el primer gol del club colombià en la competició, que finalment es va adjudicar en superar per penals en la final al Santos del Brasil.

## Selecció argentina
Va ser convocada per primera vegada amb l'equip nacional del seu país sub-17 en 2011, estrenant-se en competició oficial en el Sud-americà sub-17 de 2012. Amb el combinat sub-20 albiceleste va disputar les edicions del torneig continental en 2014 i 2015. Entre tots dos campionats va debutar amb la selecció absoluta el 8 de març de 2014 davant Xile en el primer partit dels Jocs ODESUR, on va guanyar la medalla d'or al final del torneig.
Ha format part del planter en dues edicions de la Copa Amèrica, primer en 2014 i després, en 2018. En aquesta última va aconseguir la medalla de bronze, que li va reportar el dret a disputar el partit per una plaça en la Copa Mundial Femenina de Futbol de França 2019, per a la qual Argentina va aconseguir un lloc en el torneig després de participar per última vegada en 2007.

## Palmarès

### Campionats internacionals
| Títol                       | Club           | Seu    | Any  |
| --------------------------- | -------------- | ------ | ---- |
| Copa Libertadores d'Amèrica | Atlético Huila | Brasil | 2018 |